# 제이쿠로바
제이쿠로바 (Zeyxuroba, Xanoba, Khanoba 및 Zeykhuroba )는 아제르바이잔의 하치마스구에 있는 마을이다. 마을은 얄라마 시의 일부를 이루고 있다. 우편번호는 AZ 2730이다.